# 귀환 (대한민국의 영화)
《귀환》은 윤제균 감독의 대한민국 영화이다. '살터-03'이라는 가상의 우주정거장을 배경으로 불의의 사고로 우주에 갇혀버린 어느 우주인과 이런 그를 데려오기 위한 동료우주인들의 사투를 그린 내용이라고 알려졌다. 제작사는 JK필름이고 황정민과 김혜수가 캐스팅되었다. 2019년 개봉을 목표로 했지만 제작이 무기한 중단되었다.

## 캐스팅
- 황정민
- 김혜수